# Der Börsen- und Gründungs-Schwindel in Berlin
Der Börsen- und Gründungs-Schwindel in Berlin ist ein Werk von Otto Glagau von 1876 und 1877.

## Hintergründe

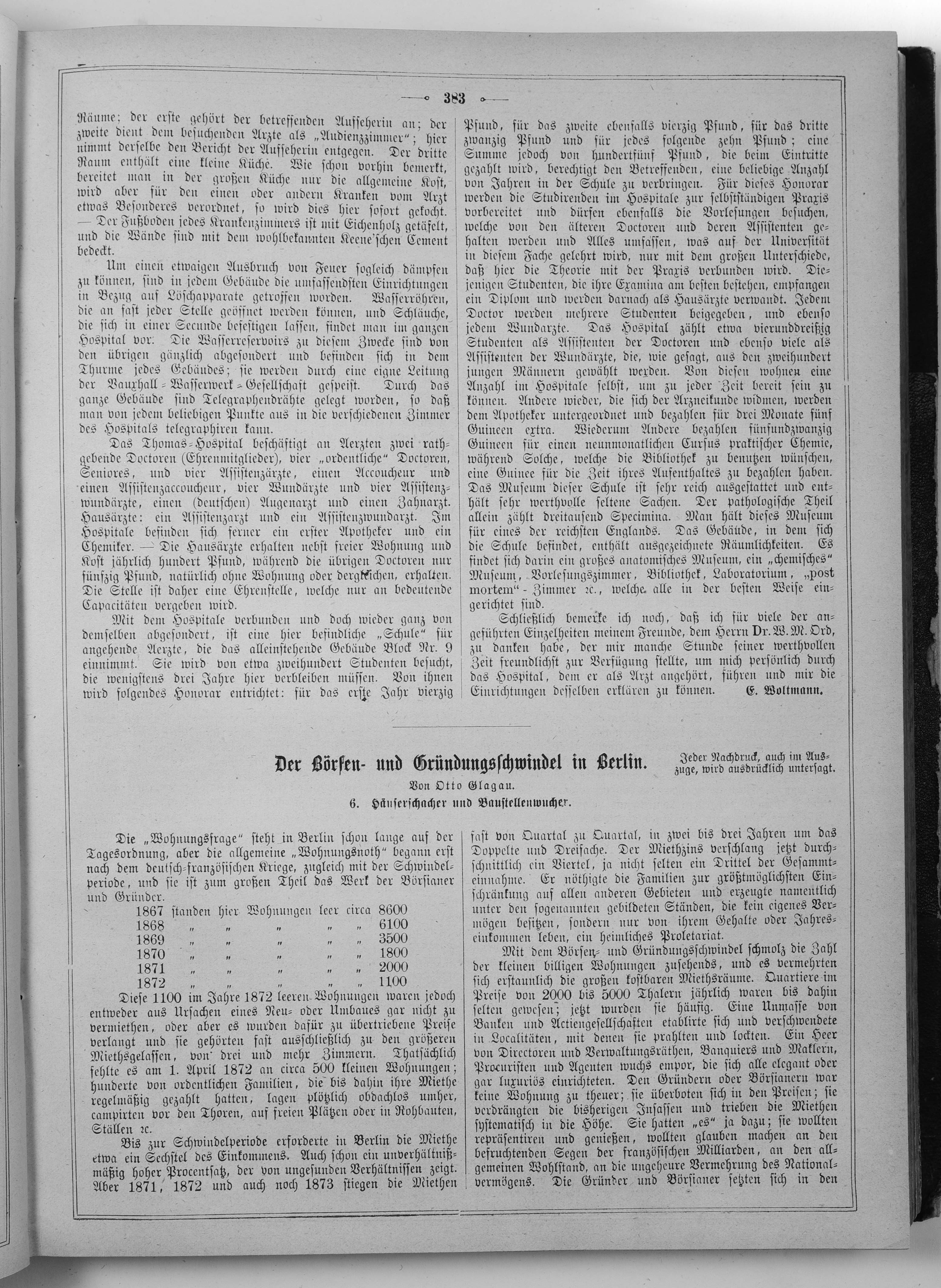
Die Gartenlaube, 1875

Der liberale Journalist Otto Glagau verlor 1873 beim Börsenkrach alle seine Aktienanteile am bankrottgegangenen Unternehmen Lindenbauverein.
Daraufhin recherchierte er nach eigenen Angaben intensiv die Hintergründe der Ereignisse in Zeitungen und anderen Informationsquellen.
Noch in diesem Jahr 1873 schrieb er darüber das Theaterstück Aktien. Dieses wurde jedoch von den meisten Theatern abgelehnt.
1875 veröffentlichte Glagau eine zwölfteilige Artikelserie in der viel gelesenen Familienzeitschrift Die Gartenlaube. Diese erreichte eine große Resonanz und wurde der Höhepunkt seines publizistischen Wirkens. Allerdings kritisierte selbst die Redaktion der Zeitschrift Glagaus Darstellungen, dass angeblich die gesamte spekulierende Bevölkerung auf einen Schwindel hereingefallen sei. So schrieb die Redaktion beispielsweise, dass eher die „übertriebene Gewinnsucht der kleinen Leute“ den Börsencrash gefördert hätte und dass es „geradezu gefährlich [sei], dieser schnöden Gewinnsucht auch noch die patriotische Märtyrerkrone aufzusetzen“. „Auf Kosten einer überschaubaren Gruppe von Schuldigen boten die Artikel zum ‚Börsen- und Gründungsschwindel‘ damit ihrem Publikum die Möglichkeit, sich selbst von jeglicher Verantwortung zu entlasten.“
Dennoch gab Glagau 1876 und 1877 auf der Grundlage der Zeitschriftenartikel das Buch Der Börsen- und Gründungs-Schwindel in Berlin in zwei Bänden mit einem erweiterten Inhalt heraus.

## Inhalt
In dem zweibändigen Werk, in dem Glagau seine überarbeiteten Artikel aus der Gartenlaube veröffentlichte, beschreibt er einzelne – zum Teil auch fiktive – Aktien-Unternehmen und ihre Rolle beim Börsencrash, bleibt aber Nachweise für seine Behauptungen schuldig und liefert primär Anekdoten. So schreibt Glagau beispielsweise: „Der Leser aber darf überzeugt sein, daß diese Vorgänge und diese Zahlen keinem bloßen Phantasiegebilde entnommen sind, sondern auf Thatsachen beruhen, die sich hundertmal wiederholt haben, und bei dem Gründungstreiben überhaupt die Regel bildeten. Jene Summen sind durchaus nicht übertrieben“ oder „Meine andere, mir von der ‚Schlesischen Presse‘ abgenöthigte Behauptung: 90 Procent der Gründer und Börsianer sind Juden - kann wol nicht im Ernst bestritten, braucht nicht noch besonders bewiesen werden“. Er suchte Schuldige und bediente sich dafür des gesamten Kommunikationsrepertoirs, welches heute als Populismus bezeichnet wird. Ein idealisiertes 'Volk' sowie eine herrschende Elite werden kreiert, diese Elite wird „in verschwörungstheoretischer Manier als Verräter des eigentlichen Volkswillens“ dargestellt. Laut Otto Glagau besteht diese herrschende Elite aus „liberalen“ Gesetzgeber in unseren Parlamenten […] vorwiegend Manchesterleute, und sie arbeiten, in Verbindung mit der „liberalen“ Presse, hauptsächlich im Literesse des Capitals und der Börse. Diese seinen – zusammen mit den Juden – für den Börsencrash verantwortlich „und um denselben zu verdecken, namentlich um die Aufmerksamkeit von den furchtbaren Folgen des verbrecherischen Börsen- und Gründungsschwindels abzulenken, warf man sich mit Wuth auf den ‚Culturkampf‘“. Außerdem ignoriert Glagau in seinem Werk den komplexen Aufbau von Gesellschaften sowie unterschiedliche gesellschaftliche Interessenslagen. Er stellt „Gründer“, „Jobber“, „Fixer“, „Börsianer“ – laut dem Autor zu 90 % Juden – dem „Volk“ gegenüber. Bezüglich der formalen und stilistischen Merkmale des Populismus findet man in dem analysierten Werk eine Reihe von biologischen und Gewaltmetaphern. So schreibt Glagau bei der Beschreibung der Abspaltung der Preussischen Credit-Anstalt von der Muttergesellschaft Preussische Boden-Credit-Actien-Bank beispielsweise von einer „Rabenmutter, [diese] trennte sich mit einem gewaltigen Schnitte von der Tochter, die seitdem ohne Kopf und ohne Hände, ein ungestalteter blutiger Rumpf, in einem dunklen Winkel der Börse liegt“. Bei der Thematisierung der Geschäftspraktiken von Heinrich Quistorp attestiert er diesem, in der Mitte von einem „industriellen Rattenkönig“ zu stehen. Auf potentielle Gründungsobjekte werde „Jagd“ gemacht, „die Rinder sind […] das liebe Publikum“, Gründer und Gründungen vermehren sich „nach der Art der ekelhaften Schmarotzerthierchen“ und hinterließen – zum Teil bereits tot geborene – „Gründungsleichen“. Durch seine Abgrenzung eines idealtypischen ‚Volks‘ von anderen kulturellen Gruppen wären Otto Glagaus Ausführungen heute dem Rechts-Populismus zuzuordnen. So forderte Glagau unter anderem eine Säuberung der Parlamente und der Presse:

„Wie ich wol nicht erst betonen darf, gehen diese Aufsätze weit hinaus über Jobber und Gründer, über Börse und Judenschaft. Sie richten sich gegen die Corruption in der Gesellschaft, die von oben bis unten mit unsaubern Elementen durchsetzt ist. Sie richten sich gegen die Corruption in der Presse, die im Grossen und Ganzen unendlich gesunken, eine feile Dirne geworden ist. Sie richten sich gegen die Corruption in den Parlamenten, die einer scharfen Säuberung bedürfen. Möge das Deutsche Volk sich bei den nächsten Wahlen vorsehen, möge es sich die Gründer und Gründergenossen wohl merken!“

Glagaus Ausführungen sind oft in einem anklagenden Grundton verfasst, sie wollen die Schuldigen für die erheblichen wirtschaftlichen Verluste vieler kleiner Aktienanleger benennen.

„Die Spiel- und Gewinnsucht  (...) war (...) ursprünglich nicht vorhanden, sondern sie wurde von den Gründern und Börsianern erst künstlich erzeugt, mit unzähligen Mitteln fortwährend genährt. Die „kleinen Leute“ namentlich, und selbst die gewöhnlichen Bürgerclassen, hatten bis 1870 von der ganzen Börse nur eine schwache Ahnung; sie kannten Actien kaum dem Namen nach, und der Courszettel war ihnen eine Tafel mit Hieroglyphen. Sie verwahrten ihre Ersparnisse im alten Strumpf; sie gaben ihr Geld auf die Sparcasse oder auf Grundstücke – bis der Gründungsschwindel auch sie aufblicken ließ, auch sie in seinen Strudel zog.
Jedes Blatt und jedes Blättchen legte sich einen Courszettel zu, errichtete eine ständige Rubrik für Börsennachrichten, brachte im Inseraten- wie im redactionellen Theil täglich Reclamen für neue Gründungen und neue Actien. Es entstand plötzlich eine neue Classe von Reisenden, der Börsenreisende für Stadt und Land, welcher von Haus zu Haus ging, in die Keller und in die Dachkammern stieg und seine – Actien anbot. Die Börse hatte überall, im kleinsten Städtchen und im abgeschiedensten Dörfchen ihre Agenten, welche dem Handwerker, dem Bauern dieses oder jenes Börsenpapier aufredeten, indem sie ihm Himmel und Erde versprachen und ihn gläubig, ihn sicher machten durch die Unterschriften, durch die stolzen vornehmen oder doch wohlcreditirten Namen, welche die Actie trug. Was Wunder, wenn die schlichten, ehrlichen Leute sich verlocken ließen und, durch kleine Gewinne vollends geködert, allmählich ihre ganze Habe der Börse in den Rachen warfen!“

Dabei enthalten sie auch mehrere antisemitische Passagen, da viele der beteiligten Geschäftsleute Glagau zufolge jüdischer Herkunft waren. So behauptete Glagau beispielsweise:

„Die ganze Weltgeschichte kennt kein zweites Beispiel, dass ein heimatloses Volk, eine physisch wie psychisch entschieden degenerirte Race, blos durch List und Schlauheit, durch Wucher und Schacher, über den Erdkreis gebietet. […] Vom getauften Minister bis zum polnischen Schnorrer bilden sie eine einzige Kette; machen sie, fest geschlossen, bei jeder Gelegenheit Front gegen die Christen.“

„Ich will die Juden nicht umbringen oder abschlachten, sie auch nicht aus dem Lande vertreiben; ich will ihnen nichts nehmen von dem, was sie einmal besitzen, aber ich will sie revidiren, und zwar funditus revidiren. Nicht länger dürfen falsche Toleranz und Sentimentalität, leidige Schwäche und Furcht uns Christen abhalten, gegen die Auswüchse, Ausschreitungen und Anmassungen der Judenschaft vorzugehen.“

Auch schreibt er im Kapitel Häuserschacher und Baustellenschwindel, dass ein und dasselbe Haus „an Einem Tage, an Einem Abend durch sämtliche Stämme Israels [gegangen ist], […] und jede ‚Hand‘ verdiente dabei“.
Glagau identifizierte den Kapitalismus (von ihm Manchestertum genannt) mit dem Judentum, dem er somit unterstellte, Kleinbetriebe und Handwerk zu ruinieren und andere für sich arbeiten zu lassen, statt selbst zu arbeiten. Später prägte er auch den Ausspruch: Die soziale Frage ist wesentlich Gründer- und Judenfrage, alles andere ist Schwindel.

## Heutige Bewertung
Die Texte hatten antijüdischen Formulierungen und Einschätzungen auf Grund der großen Verbreitung der Bücher einen großen Einfluss auf den wachsenden Antisemitismus dieser Zeit in Deutschland.

## Ausgaben
- Der Börsen- und Gründungsschwindel in Berlin, in Die Gartenlaube, 1874, 1875, 12 Artikel Wikisource: Texte – Quellen und Volltexte
- Der Börsen- und Gründungs-Schwindel in Berlin. Gesammelte und stark vermehrte Artikel der „Gartenlaube“. 2 Bände
  - [Band 1] Leipzig 1876 Archive Visual Library
  - [Band 2] Leipzig 1877  Archive Google